# La hét

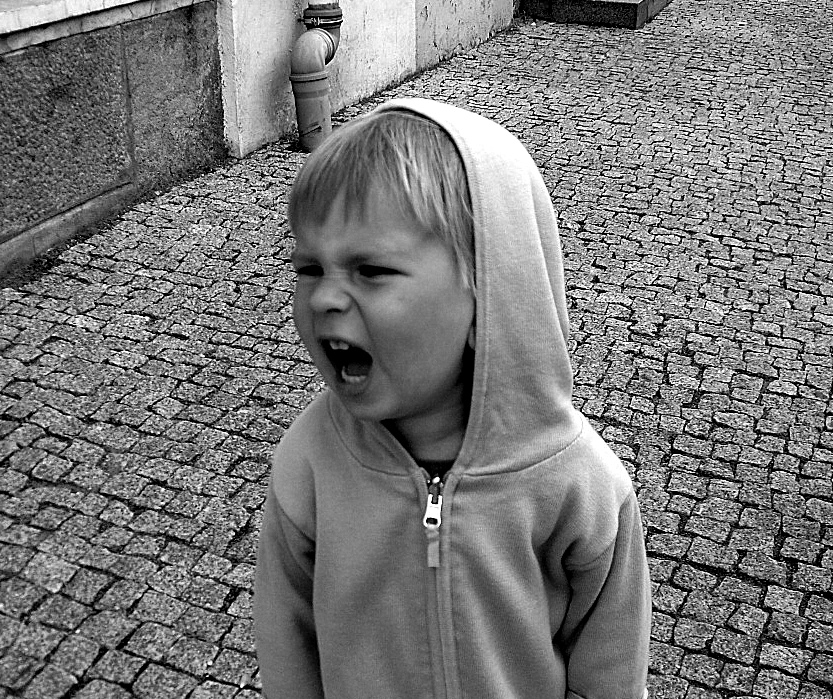
Một cậu bé tức giận la hét

La hét là một tiếng lớn và mạnh trong đó không khí đi qua dây tiếng với lực lượng mạnh hơn so với việc nói thông thường hoặc ở gần. Điều này có thể được thực hiện bởi bất kỳ sinh vật nào có phổi, bao gồm con người.
Tiếng la hét thường là một phản xạ hoặc hành động bản năng, thường kèm theo cảm xúc mạnh như sợ hãi, đau đớn, tức giận, vui mừng, ngạc nhiên, và khó chịu.

## Cường độ âm thanh
Cường độ âm thanh của những tiếng la hét có thể rất cao, đặc biệt trong môn thể thao tennis, như tiếng kêu lớn của Maria Sharapova đã đo lên đến 101.2 decibel. Kỷ lục về tiếng la hét mạnh nhất từ con người là 129 dBA, được thiết lập bởi trợ giảng Jill Drake vào năm 2000.